# Logo (groupe)
Pour les articles homonymes, voir Logo (homonymie).
Logo est un groupe de musique électronique français, composé de Thomas Desnoyers et Hugues Tonnet de Parrel, signé sur le label franco-japonais Kitsuné. Pendant sa carrière, le groupe voit ses morceaux se faire remixer par de nombreux DJ : Para One, Boston Bun, DJ Assault, Crackboy, ou encore Matthias Zimmerman.

## Biographie
Remarqués pour la première fois sur internet par Gildas Loaëc, fondateur avec Masaya Kuroki du label Kitsuné, le duo sort son premier morceau Junocide sur Kitsuné Maison Compilation 8 en 2009, il s'ensuit un premier EP, La Vie moderne. Thomas Desnoyers vient de l'univers de la techno minimale où il mixe régulièrement dans des bars parisiens. De son côté, Hugues Tonnet de Parrel découvre la House music avec son frère qui lui fait découvrir les labels Pro-Zak Trax, Roulé, ou encore la Radio FG. Ils se rencontrent en 2009 et commencent à faire leurs premiers morceaux dans l'appartement de la mère de Hugues. Les productions sont hybrides et tentent de synthétiser l'univers des musiques électroniques avec une volonté de faire des morceaux mélodieux et fédérateur.
En 2011, le groupe collabore avec le duo suédois Icona Pop sur le morceau Luvsick paru sur Kitsuné Maison Compilation 11. En 2012, il partage la couverture du magazine Tsugi avec les artistes French Fries, Club Cheval, Bambounou, Maelstrom, La Femme ou encore Lescop.
Le groupe se fait remarquer en 2012 avec le clip du morceau Fabrice réalisé par le duo de réalisateurs Alice Moitié et Virgile Texier, puis en 2013 pour le clip du titre Cardiocleptomania où l'on retrouve l'acteur français Niels Schneider. L'artiste Étienne de Crécy invite le duo à jouer pour la première partie de son concert à l'Olympia le 13 octobre 2012. En 2013, le duo participe à la scène Boiler Room lors du festival australien Big Day Out et, en 2015, est invité par le magazine italien L'Uomo vogue à poser pour les pages modes.

## Discographie

### EPs
- 2010 : La Vie moderne (Kitsuné)
- 2011 : Merit (Kitsuné)
- 2012 : Give Mo Luv feat. eLBee BaD (Kitsuné)
- 2012 : Jacob & Fabrice (Kitsuné)
- 2013 : Cardiocleptomania (Kitsuné)
- 2013 : Fabrice (Kitsuné)

### Compilations
- 2009 : Kitsuné Maison Compilation 8
- 2010 : Kitsuné Maison Compilation 9, Petit Bateau Édition
- 2011 : Kitsuné Parisien
- 2011 : Kitsuné Maison Compilation 11, The Indie-Dance Issue
- 2011 : The Kitsuné Special Edition
- 2012 : The Kitsuné Special Edition #3
- 2012 : Gildas & Jerry Kitsuné Soleil Mix
- 2012 : Gildas Kitsuné Club Night Mix #3
- 2013 : Kitsuné Parisien 3
- 2013 : Electro Shock 2
- 2014 : Kitsuné Maison Compilation 16 : The Sweet Sixteen Issue

### Remixes
- 2009 : Jennifer Delano - Amsterdam (Logo Remix) (Kitsuné)
- 2010 : DyE - Cristal d'acier (Logo Remix) (Tigersushi)
- 2010 : Bot'Ox - Overdrive (Logo Remix) (I'm a Cliché)
- 2011 : To Ardent feat. Nancy Sinatra - Black Devil Disco Club (Logo Remix) (Alter K)
- 2011 : Yelle - Que veux-tu (Logo Remix) (Recreation Center)
- 2011 : Mark Ronson - Record Collection 2012 feat. MNDR, Pharrell, Wiley & Wretch 32 (Logo remix) (Kitsuné)
- 2012 : Para One - When the Night (Logo Remix) (Marble)
- 2012 : Two Door Cinema Club - Sun (Logo Remix) (Kitsuné)
- 2013 : Years and Years - I Wish I Knew (Logo Remix) (Kitsuné)
- 2014 : Nimmo and the Gauntletts - Others (Logo Remix) (Kitsuné)